# NGC 906
NGC 906 ist eine Balken-Spiralgalaxie vom Hubble-Typ SBab im Sternbild Andromeda am Nordsternhimmel. Sie ist schätzungsweise 215 Millionen Lichtjahre von der Milchstraße entfernt und hat einen Durchmesser von etwa 110.000 Lj.
Im selben Himmelsareal befinden sich u. a. die Galaxien NGC 909, NGC 910, NGC 911, NGC 914.
Das Objekt wurde am 30. Oktober 1878 von Édouard Stephan entdeckt.